# Techno.cz

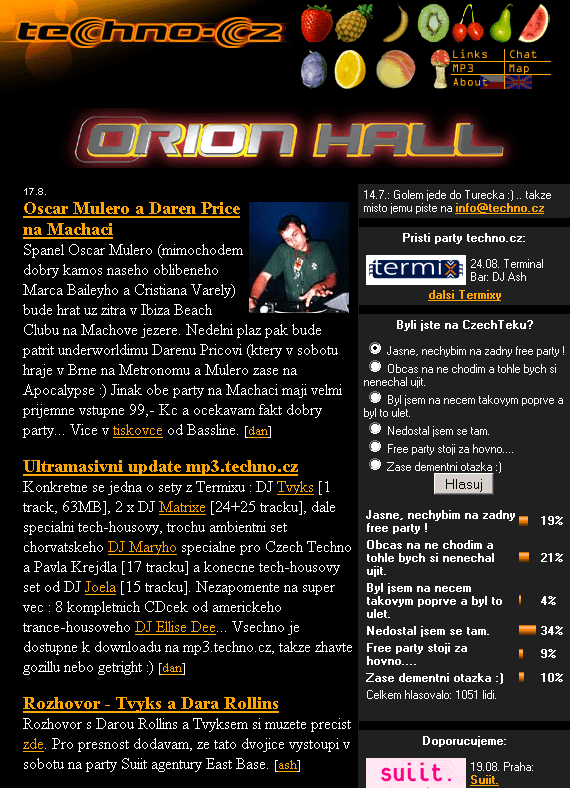
techno.cz v roce 2000

Techno.cz je český internetový server zaměřený na elektronickou taneční hudbu. Obsahuje informace o aktuálních parties a festivalech, reportáže, fotografie, recenze a informace o DJích. Záběr serveru je poměrně široký, věnuje se i souvisejícímu životnímu stylu (filmy, komiks, apod.). Mimo oficiální taneční scénu se věnuje i undergroundovým proudům, mnoho článků věnoval například CzechTeku 2005.
Server byl založen v roce 1996, kdy se stal prvním webem specializovaným na taneční scénu. Dodnes je vytvářen skupinou spřízněných nadšenců.